# Musseque
Les musseques són els barris marginals de Luanda, capital d'Angola, al sud d'Àfrica. És una paraula d'origen kimbundu que ha passat al portuguès d'Angola, i d'allí a d'altres llengües africanes. Múseke or mu seke significa "barri vermell", pel color de la terra que habitualment s'utilitza per construir les cases. El nom s'aplica en general als asssentaments informals o infrahabitatge d'altres grans ciutats africanes, equivalent a les expressions bidonville en francès, shanty town en anglès', o barrio de laita en portuguès estàndard.

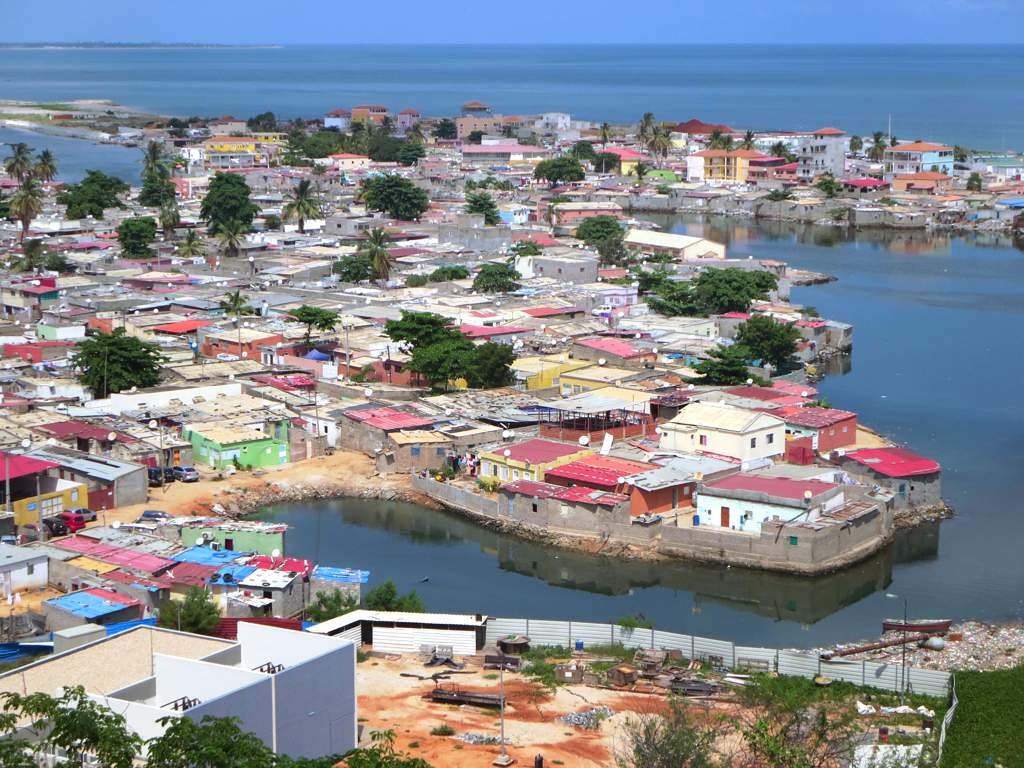
El densa aglomeració de Chicala a Luanda en una imatge del 2015. Aquesta barriada de musseques es troba a només unes mançanes de Cidade Alta, on viuen i treballen el president d'Angola i altres dignataris.

## Origen i població
El cost de la vida i el preu de l'habitatge han explotat al segle xxi a Luanda fins a assolir nivells comparables als de les metròpolis occidentals més cares. Una gran part dels treballadors pobres, però integrats socialment i que de vegades ocupen llocs de treball sòlids, es veuen rebutjats als marges dels barris urbanitzats de la capital angolesa perquè no poden permetre's el luxe de viure als habitatges "a la zona asfaltada", és a dir, a la ciutat consolidada.
L'absència de bones estadístiques sobre la demografia de Luanda fa impossible de quantificar amb precisió la població de les musseques. Una xifra generalment acceptada és que la població que viu en aquests districtes es troba al voltant de tres quartes parts del total de la capital angolesa, és a dir, com a mínim, quatre milions de persones (dades del 2020). Es tracta històricament de refugiats de la guerra civil, que va durar en tres fases del 1975 al 2002, a la qual es van sumar poblacions immigrants a Angola empeses pel boom petrolier dels anys 2000.

## Característiques
Socialment equivalents a les faveles brasileres, les musseques es caracteritzen per la seva urbanització anàrquica, construccions de vegades en materials durs però sovint lleugers (pisé) i sense fonaments, vies de circulació estretes i irregulars sense pavimentar, i infraestructures sanitàries (desguàs, aigua corrent, electricitat) molt precàries o il·legals. Es calcula que en aquests assentaments informals ocupats, només el 55% de la població disposa d'electricitat i el 12,4%, d'aigua corrent.
La guerra va accelerar el procés d'urbanització des de Luanda i altres zones costaneres. Les ciutats eren percebudes com a llocs més segurs que l'interior. Els primers barris marginals es remunten a l'època colonial i des de llavors se n'han fundat més. Des del 2002, un procés de gentrificació de tota la ciutat a Luanda ha provocat desnonaments de centres comercials i cases de luxe.
El 2007, Amnistia Internacional i Christian Aid van criticar el govern angolès per haver desallotjat per la força okupes i no reassentar-los. En un cas, l'església catòlica havia sol·licitat que 2.000 famílies fossin eliminades. A més d'ocupar terrenys, la gent també va ocupar edificis abandonats després de ser danyats a la guerra civil. Human Rights Watch va registrar un desallotjament d'almenys 5.000 persones el 2013 d'un barri de barraques a Maiombe, Luanda.